# Calophyllum cerasiferum
Calophyllum cerasiferum là một loài thực vật có hoa trong họ Calophyllaceae. Loài này được Vesque mô tả khoa học đầu tiên năm 1889.